# GENESIS ARIA
「GENESIS ARIA」（ジェネシス・アリア）は、スフィアの楽曲。同グループ12枚目のシングルとして2013年5月1日にGloryHeavenから発売。楽曲はこだまさおりが作詞、菊田大介が作曲を手掛けた。

## 概要
前作「Pride on Everyday」から約6ヶ月ぶりのリリースとなるシングル。
本曲はテレビアニメ『アラタカンガタリ〜革神語〜』のオープニングテーマに起用された。自身の楽曲がテレビアニメの主題歌に起用されるのは9枚目のシングル「HIGH POWERED」から4作連続。
現代と天和国が交錯する作中の世界観を象徴する「ダークな世界観」を意識したゴシックなヨーロッパ風の曲で、曲中にはオペラを思わせるクラシカルな箇所も存在する。歌詞には「邂逅」や「慟哭」といった難しい単語が散りばめられている。また、歌い方はKalafinaを意識しており、衣装もどことなく同グループを想起させるものとなっている。
シングルは、初回限定盤（LASM-34155/6）と通常盤（LASM-4155）の2種リリースで、初回限定盤には本曲のPVを収録したDVDが同梱されている。

## 収録曲
1. GENESIS ARIA [4:41]
作詞：こだまさおり、作曲・編曲：菊田大介
テレビアニメ『アラタカンガタリ〜革神語〜』オープニングテーマ
2. タイムマシン [4:38]
作詞・作曲：三輪智也、編曲：中土智博
3. GENESIS ARIA （Off Vocal）
4. タイムマシン（Off Vocal）

DVD（初回限定盤のみ）
1. GENESIS ARIA（Music Clip）